# Grönryggig gylling
Grönryggig gylling (Oriolus sagittatus) är en fågel i familjen gyllingar inom ordningen tättingar.

## Utseende och läte
Grönryggig gylling är en medelstor tätting med lång skäraktig näbb och rött öga. Ovansidan är olivgrön, undersidan ljus med mörka längsgående streck på bröst och buk. Ungfågeln är brunare, med gråaktig näbb. Liknande gulgrön gylling är grön ovan och gul under. Hona australisk fikonfågel är brunare, med kortare näbb och bar hud kring ögat. Sången som ofta hörs återges som ett klart "orri-orri-orriole". 

## Utbredning och systematik
Grönryggig gylling delas in i fyra underarter med följande utbredning:
- O. s. magnirostris – lågland på södra Nya Guinea
- O. s. affinis – norra Australien (Broome, Western Australia till nordvästra Queensland)
- O. s. grisescens – norra Queensland (Cape York-halvön och öarna i södra Torres Strait)
- O. s. sagittatus – östra Australien (norra Queensland till Victoria och sydöstra South Australia)

## Status och hot
Arten har ett stort utbredningsområde, men tros minska i antal, dock inte tillräckligt kraftigt för att den ska betraktas som hotad. Internationella naturvårdsunionen IUCN listar arten som livskraftig (LC).

## Bilder

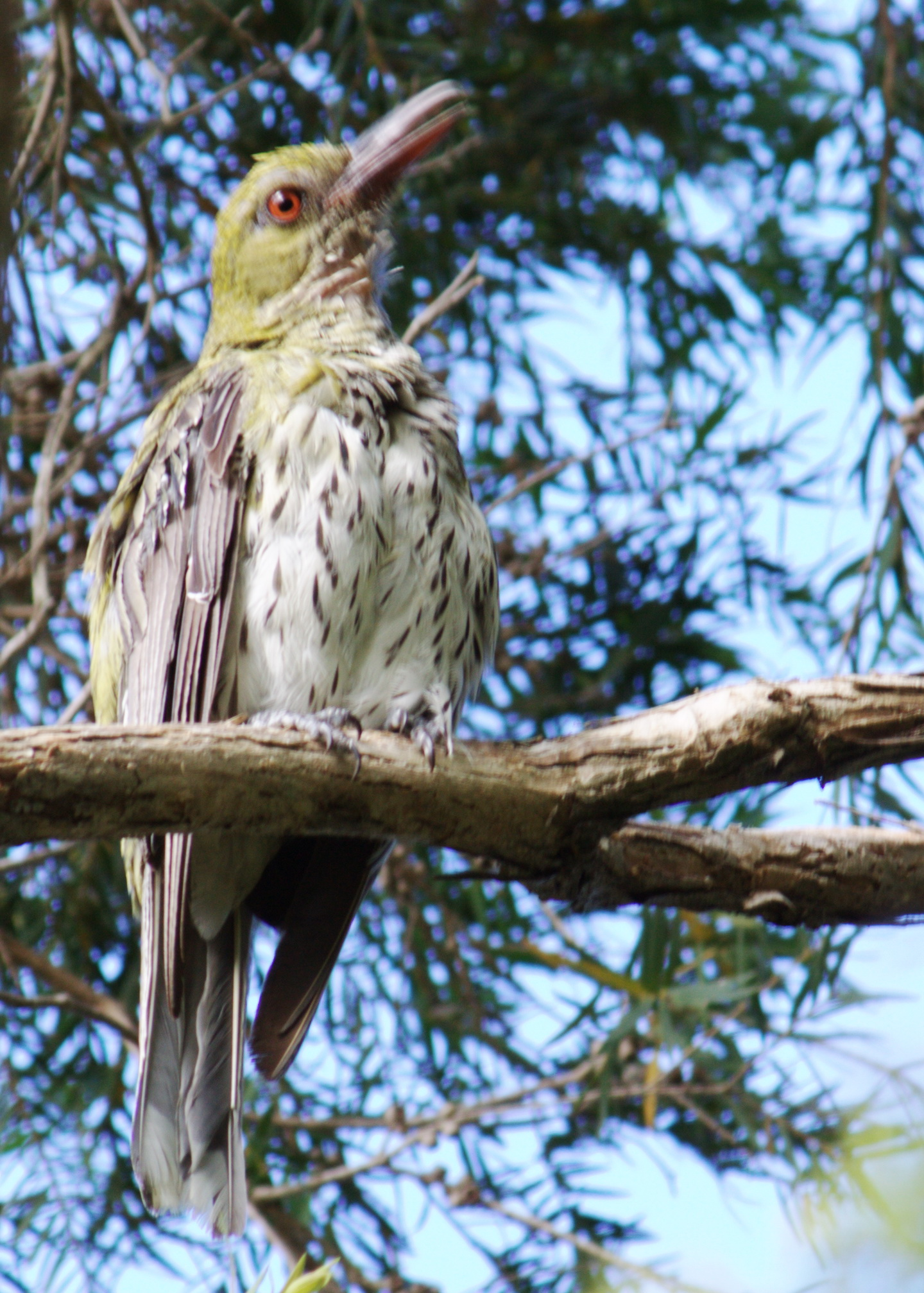
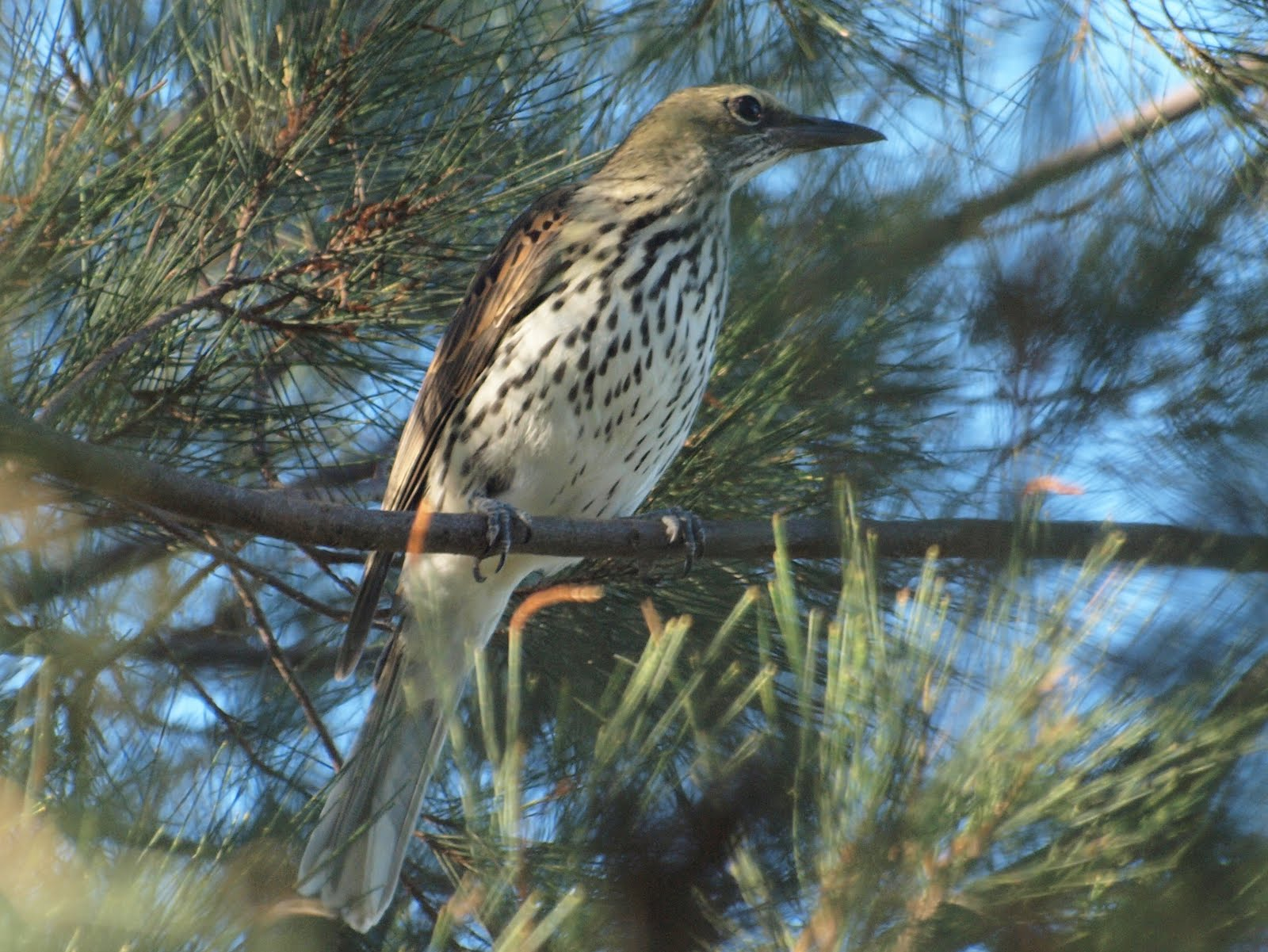